# Lima (Illinois)
Lima és una població dels Estats Units a l'estat d'Illinois. Segons el cens del 2000 tenia 159 habitants.

## Demografia
Segons el cens del 2000, Lima tenia 159 habitants, 57 habitatges, i 45 famílies. La densitat de població era de 292,3 habitants/km².
Dels 57 habitatges en un 36,8% hi vivien nens de menys de 18 anys, en un 64,9% hi vivien parelles casades, en un 10,5% dones solteres, i en un 19,3% no eren unitats familiars. En el 14% dels habitatges hi vivien persones soles el 8,8% de les quals corresponia a persones de 65 anys o més que vivien soles. El nombre mitjà de persones vivint en cada habitatge era de 2,79 i el nombre mitjà de persones que vivien en cada família era de 3,04.
Per edats la població es repartia de la següent manera: un 29,6% tenia menys de 18 anys, un 8,8% entre 18 i 24, un 22,6% entre 25 i 44, un 22,6% de 45 a 60 i un 16,4% 65 anys o més.
L'edat mediana era de 36 anys. Per cada 100 dones de 18 o més anys hi havia 89,8 homes.
La renda mediana per habitatge era de 37.500 $ i la renda mediana per família de 38.000 $. Els homes tenien una renda mediana de 25.000 $ mentre que les dones 19.167 $. La renda per capita de la població era de 13.825 $. Cap de les famílies i el 0,7% de la població estaven per davall del llindar de pobresa.

## Poblacions properes
El següent diagrama mostra les poblacions més properes.